# Townsville City
Koordinaten: 19° 15′ S, 146° 49′ O

Townsville City ist ein lokales Verwaltungsgebiet (LGA) im australischen Bundesstaat Queensland. Das Gebiet ist 3731 km² groß und hat etwa 195.000 Einwohner (Stand 2021). Der Verwaltungssitz befindet sich im Stadtzentrum (Central Business District) von Townsville.

## Geografie
Townsville liegt im Osten des Staats an der Küste etwa 1120 km nördlich der Hauptstadt Brisbane.
Der Verwaltungssitz der LGA befindet sich im Stadtzentrum Townsville City. Weitere Stadtteile umfassen Aitkenvale, Alice River, Alligator Creek, Annandale, Arcadia, Balgal Beach, Barringha, Beach Holm, Belgian Gardens, Black River, Blue Hills, Bluewater, Bluewater Park, Bohle, Bohle Plains, Brookhill, Burdell, Bushland Beach, Calcium, Cape Cleveland, Castle Hill, Clemant, Cluden, Condon, Cranbrook, Crystal Creek, Cungulla, Currajong, Deeragun, Douglas, Florence Bay, Garbutt, Granite Vale, Gulliver, Gumlow, Heatley, Hermit Park, Hervey Range, Horseshoe Bay, Hyde Park, Idalia, Jensen, Julago, Kelso, Kirwan, Lavarack Barracks, Lynam, Majors Creek, Mount Louisa, Mount Low, Mount St John, Mount Stuart, Mundingburra, Murray, Mutarnee, Mysterton, Mystic Sands, Nelly Bay, Nome, North Ward, Oak Valley, Oonoonba, Pallarenda, Paluma, Picnic Bay, Pimlico, Pinnacles, Puruno Park, Railway Estate, Rangewood, Rasmussen, Reid River, Rollingstone, Roseneath, Ross River, Rosslea, Rowes Bay, Rupertswood, Saunders Beach, Shaw, Shelly Beach, South Townsville, Stuart, Thuringowa Central, Toolakea, Toomulla, Toonpan, Town Common, Vincent, West End, West Point, Woodstock, Wulguru und Yabulu.

## Geschichte
Seit 1866 gibt es eine eigene Verwaltung in Townsville. Thuringowa wurde 1879 ebenfalls zu einem Verwaltungsbezirk (Division), 1986 wurde es zur City. In den folgenden Jahren wurden aber immer wieder Teile des Gebiets Townsville oder anderen LGAs zugeschlagen. 2008 folgte schließlich der vollständige Zusammenschluss von Thuringowa und Townsville zur Townsville Regional City.

## Verwaltung
Der Townsville City Council hat 11 Mitglieder. 10 Councillor werden von den Bewohnern der 10 Divisions der LGA gewählt. Der Mayor (Bürgermeister) und Ratsvorsitzende wird zusätzlich von allen Bewohnern der City gewählt.
Vor 2020 hatte der City Council 13 Mitglieder. Der Mayor (Bürgermeister) und zwölf weitere Councillor wurden von allen Bewohnern der Stadt gewählt. Die LGA war nicht in Wahlbezirke unterteilt.